# مرکز پزشکی سان‌وی پنانگ
مرکز پزشکی سان‌وی پنانگ یک بیمارستان خصوصی در سبرانگ پرای در ایالت پنانگ، مالزی است.

## نگاه اجمالی
این مرکز مراقبت سلامتی ۳۳۰ تختخوابی که در سال ۲۰۲۲ در سبرانگ جایا تاسیس شد، سومین بیمارستانی است که توسط شرکت مالزیایی گروه سان‌وی افتتاح گردیده است. خدمات ارائه شده توسط این بیمارستان شامل رادیولوژی، کاردیولوژی، عصب‌شناسی، پزشکی داخلی، جراحی عمومی، جراحی رباتیک و آرتروسکپی است که البته تنها به موارد یاد شده محدود نمی‌شود‌.
ساخت این بیمارستان که در رده «مرکز مراقبت‌های سطح سوم» تعریف شده است، سال ۲۰۱۸ در سبرانگ‌ پرای شروع شد. فاز اول بیمارستان که شامل ۲۰۰ تخت بود با هزینه‌ای بالغ بر ۴۳۰ میلیون رینگیت در سال ۲۰۲۲ به پایان رسید. یک طرح توسعه در حال انجام است که ظرفیت بیمارستان را در سال ۲۰۲۴ به ۳۳۰ تخت افزایش می‌دهد. 